# الشيطان يكمن في التفاصيل
الشيطان يكمن في التفاصيل (بالإنجليزية: The devil is in the detail)‏ هو تعبير اصطلاحي يشير إلى وجود شيء أو عنصر غامض مخبأ في التفاصيل، وتعني أن شيئاً ما ربما يكون بسيطاً للوهلة الأولى إلا أنه يتطلب جهوداً غير متوقعة ووقت أكثر لإكماله وهي عبارة مستمدة  من العبارة السابقة «الرب في التفاصيل» تعرب عن فكرة أن كل ما يتم عمله يجب أن ينجز بشكل كامل. أي أن التفاصيل مهمة.

## أصل القول
تعبير God is in the detail يتم نسبه إلى العديد من الأفراد، وعلى الأخص إلى المهندس المعماري الألماني المولد لودفيغ ميس فان دير روه (1886-1969) في مجلة نيويورك تايمز.

## التغييرات في القول
العبارة الحالية لاقت عدد من التغيرات على مدى الأزمان:
(The / A) Devil (is) in the Detail(s)
التعبير الأصلي «الله يكمن في التفاصيل» على الأرجح كان التعبير يتنهي ب «التفصيل» (و ليس التفاصيل)، واستخدام العامية في كثير من الأحيان.